# Liste der Staatsoberhäupter 126
Übersicht
◄◄ | ◄ | 122 | 123 | 124 | 125 | Liste der Staatsoberhäupter 126 | 127 | 128 | 129 | 130 | ► | ►►

Weitere Ereignisse

## Afrika
- Aksumitisches Reich
  - König: s. Aksumitisches Reich

- Reich von Kusch
  - König: Tamelerdeamani (114–134)

- Römisches Reich
  - Provincia Romana Aegyptus
    - Präfekt (möglicherweise): Petronius Quadratus (124–126?)
    - Präfekt: Titus Flavius Titianus (126 (125?)–133)

## Asien
- Armenien
  - König: Vologaeses I. (117–137)

- China
  - Kaiser: Han Shundi (125–144)

- Iberien (Kartlien)
  - König: Parsmen II. (116–132)

- Indien
  - Satavahana
    - König: Gautamiputra Sātakarni (106–130)

- Japan (Legendäre Kaiser)
  - Kaiser: Keikō (71–130)

- Korea
  - Baekje
    - König: Giru (77–128)

  - Gaya
    - König: Suro (42–199?)

  - Silla
    - König: Jima Isageum (112–134)

- Kuschana
  - König: Kanischka I. (100–126)

- Osrhoene
  - König: Ma'nu VII. (123–139)

- Partherreich
  - Schah (Großkönig): Osroes I. (108–128)

## Europa
- Bosporanisches Reich
  - König: Kotys II. (123/124–132/133)

- Römisches Reich
  - Kaiser: Hadrian (117–138)
    - Konsul: Marcus Annius Verus (126)
    - Konsul: Gaius Eggius Ambibulus (126)
    - Suffektkonsul: Marcus Valerius Propinquus (126)
    - Suffektkonsul: Lucius Cuspius Camerinus (126)
    - Suffektkonsul: Gaius Saenius Severus (126)

  - Provincia Romana Moesia inferior
    - Legat: Gaius Bruttius Praesens (124–128)